# Бион
Можда сте тражили Бион-1 до Бион-7, серију Космос сателита за биолошка истраживања.
Бион (фр. Bion) насеље је и општина у северној Француској у региону Доња Нормандија, у департману Манш која припада префектури Авранш.
По подацима из 2011. године у општини је живело 404 становника, а густина насељености је износила 31,89 становника/km². Општина се простире на површини од 12,67 km². Налази се на средњој надморској висини од 133 метара (максималној 305 m, а минималној 76 m).

## Демографија
| 1962. | 1968. | 1975. | 1982. | 1990. | 1999. | 2011. |
| ----- | ----- | ----- | ----- | ----- | ----- | ----- |
| 395   | 394   | 408   | 471   | 488   | 431   | 404   |

График промене броја становника у току последњих година